# Callichthyidae
I Callictidi o Callittidi (Callichthyidae Bonaparte, 1838) sono una famiglia di pesci siluriformi, comprendente 195 specie d'acqua dolce; sono conosciuti anche come pesci gatto corazzati.

## Descrizione
L'aspetto è affascinante: non per niente il loro nome scientifico (Callichthyidae) deriva dal greco kallis (bello) + ichthys (pesce).

I callittidi sono pesci adattati a vivere tra i fondali, quindi presentano ventre appiattito e due paia di barbigli. Le scaglie di questa famiglia sono mutate in placche ossee che, nell'ordine di due file orizzontali, si innestano tra loro in concomitanza della linea orizzontale sul fianco. La livrea è mutevole, ma sempre mimetica, bruno-verde, grigia o bianca.

Le dimensioni variano dai 3 ai 60 cm a seconda della specie.

## Distribuzione e habitat
Vivono in piccoli banchi nei bassi fondali sabbiosi e ricchi di detriti di fiumi e laghi del continente sudamericano, Panama e isole caraibiche comprese.

## Tassonomia
I Callittidi sono classificati in due sottofamiglie:
- Callichthyinae
- Corydoradinae

## Acquariofilia

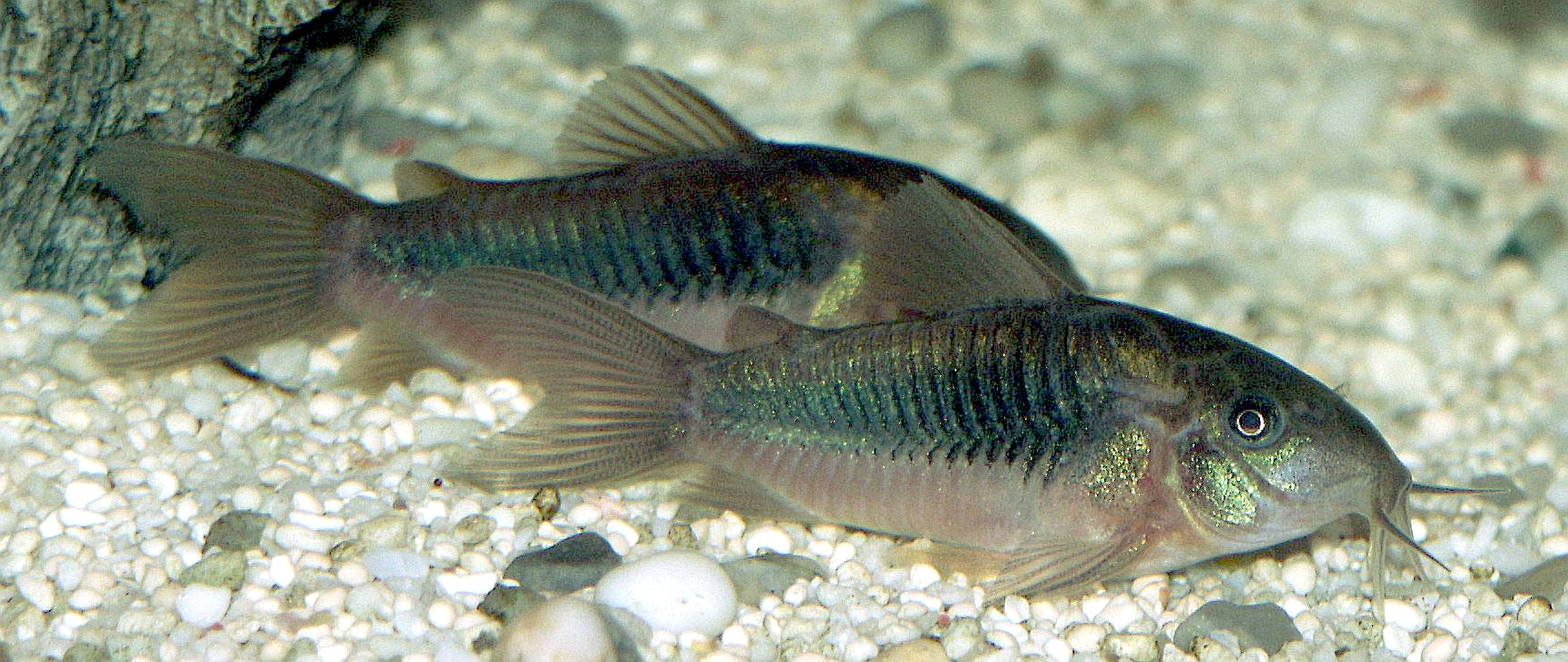
Una coppia di Corydoras aeneus, una delle specie più diffuse e conosciute della famiglia

L'interesse degli acquariofili si è orientato negli ultimi decenni alle specie più piccole e di bell'aspetto del genere Corydoras e Brochis. Tuttavia anche grosse specie (Callichthys callichthys e Megalechis thoracata) sono commercializzate poiché esistono numerosi appassionati.

La prolificità di queste specie rende più semplice l'allevamento nei paesi occidentali, anche se a volte è più economico pescare nei luoghi d'origine gli esemplari giovani.